# Pedro Morán
Pedro Morán (Asunción, Paraguay, Imperio español, 1545 - Buenos Aires, Argentina, Imperio español, 1628) fue uno de los 63 primeros vecinos pobladores que acompañó a Juan de Garay en la expedición que partiendo de Asunción del Paraguay y culminó en la segunda fundación de la ciudad de Buenos Aires en el año 1580. 

## Vida
Nació en la recientemente fundada ciudad de la Asunción, hoy capital de la República del Paraguay, alrededor de 1545. Su padre fue Pedro González Morán, quien nació en Extremadura, España, y vino a América en la expedición del primer adelantado del  Río de la Plata, don Pedro de Mendoza. Su madre fue Alfonsa de Ovando, nacida en la Asunción.
El capitán Morán fue encomendero en esa ciudad y se enroló en las huestes de Juan de Garay en la expedición fundadora de la ciudad de Buenos Aires. Sin embargo, aún siendo primer vecino no recibió encomienda de indios en la nueva ciudad, pues la abandonó en 1582, posiblemente disgustado con Garay por la severa represión de los mancebos de la tierra en la ciudad de Santa Fe. En cambió sí recibió merced de tierras, correspondiéndole la suerte de chacra con frente al Río de la Plata y una legua de fondo ubicada precisamente donde hoy se encuentra la Quinta Presidencial de Olivos, residencia del presidente de la República Argentina. 
Se radicó en Córdoba del Tucumán, y con el tiempo retornó a la Ciudad de la Santísima Trinidad y Puerto de Nuestra Señora del Buen Ayre, tal el nombre original con el que por entonces se conocía a Buenos Aires, en la que ejerció como Alcalde ordinario en el Cabildo de Buenos Aires. 

### Matrimonio y descendencia
Contrajo matrimonio con María Cristal, con quien dejó descendencia en la ciudad. Algunos de sus nietos se radicaron, en cambio, en la Ciudad de Mendoza, en Chile y en el Perú. Su hijo Felipe, segundo encomendero, se casó con Isabel Gómez, hija de Juan Domínguez Palermo, de quien lleva el nombre Palermo, uno de los barrios característicos de la ciudad de Buenos Aires.
Falleció en Buenos Aires en 1628. Una calle de la ciudad lleva su nombre.